# 刘海峰
刘海峰，浙江大学文科教授，主要从事科举学与高考改革、高等教育历史与理论的研究。入选2011年度长江学者特聘教授，现任浙江大学科举学与考试研究中心主任，厦门大学考试研究中心主任。刘海峰还兼任国家教育咨询委员会委员、国家教育考试指导委员会委员等职务。曾出版《科举学导论》《中国科举文化》《高考改革论》等著作。